# Penrice (Royaume-Uni)
Pour les articles homonymes, voir Penrice.
Penrice (en anglais) ou Pen-rhys (en gallois) est un village et une communauté de la cité et comté de Swansea, au pays de Galles.

## Géographie
Penrice est situé à 20 km à l'ouest du centre-ville de Swansea, dans le sud de la péninsule de Gower. La communauté comprend aussi les villages d'Oxwich (en), Horton et Slade.

## Démographie
Au recensement de 2011, la communauté de Penrice comptait 451 habitants.

## Culture locale et patrimoine
L'église de Penrice (en), dédiée à l'apôtre André, remonte au XIIe siècle. Elle constitue un monument classé de grade II* depuis 1964.
Le château de Penrice remonte au XIIIe siècle. Près de ses ruines se dresse un manoir construit dans les années 1770 par l'architecte Anthony Keck dans le style néo-classique. Ce dernier est un monument classé de grade I depuis 1952.

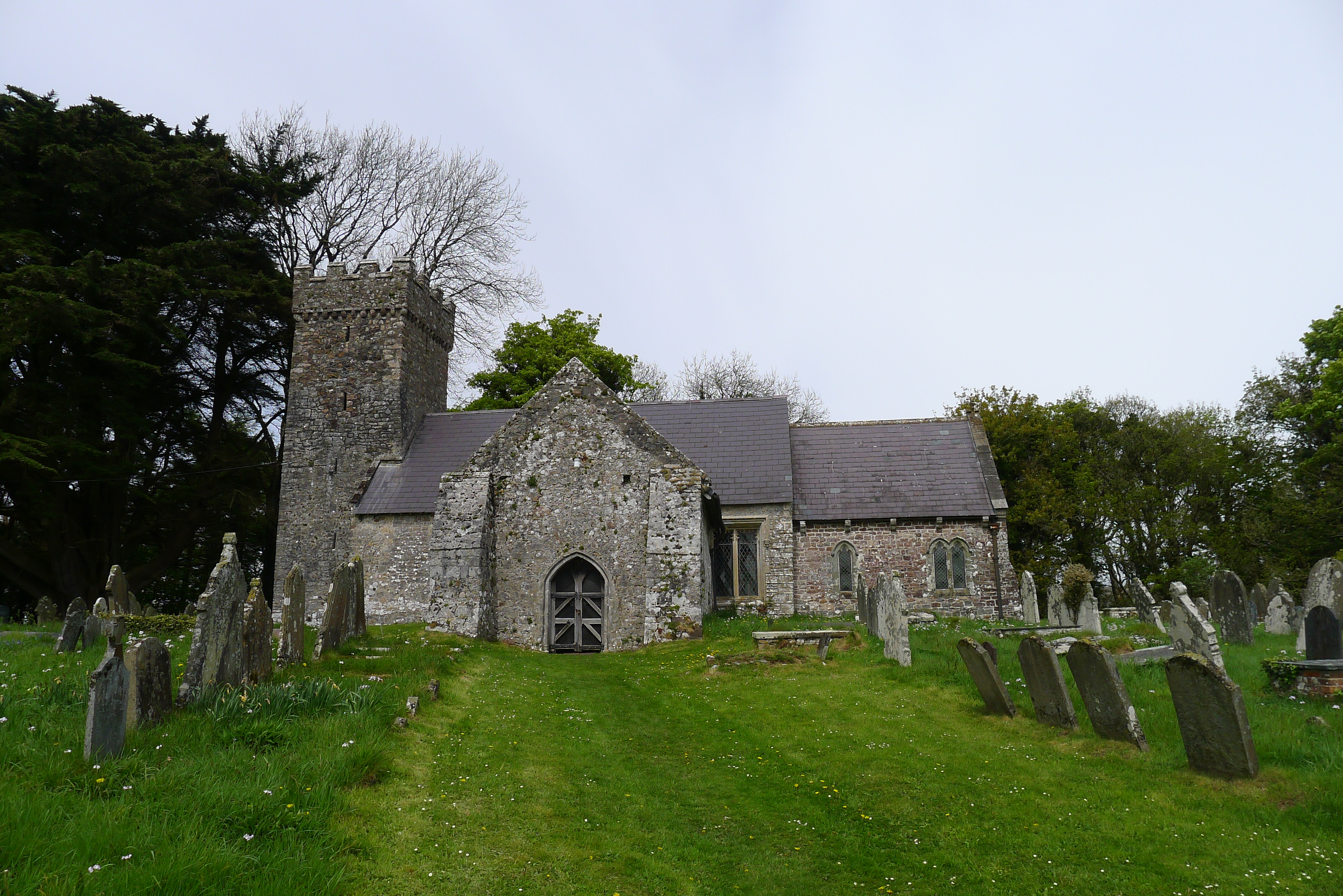
L'église Saint-André (en).
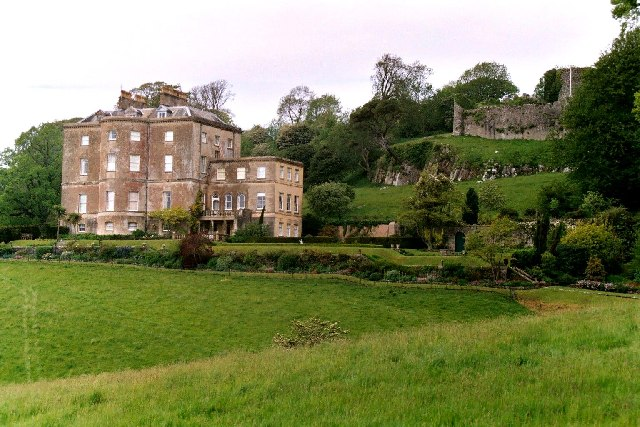
Le manoir près des ruines du château de Penrice.